# Phulwari Sharif
Phulwari Sharif é um cidade no distrito de Patna, no estado indiano de Bihar.

## Demografia
Segundo o censo de 2001, Phulwari Sharif tinha uma população de 53.166 habitantes. Os indivíduos do sexo masculino constituem 53% da população e os do sexo feminino 47%. Phulwari Sharif tem uma taxa de literacia de 63%, superior à média nacional de 59,5%: a literacia no sexo masculino é de 70% e no sexo feminino é de 56%. Em Phulwari Sharif, 15% da população está abaixo dos 6 anos de idade.